# Петър Чухов
Петър Чухов е съвременен български поет, писател и музикант.

## Биография
Петър Чухов е роден на 23 юни 1961 г. в София. Бакалавър по библиотечни науки на Държавния библиотекарски институт и магистър по социология на Софийския университет „Св. Климент Охридски“.
Работил е в Народната библиотека „Св. св. Кирил и Методий“, а понастоящем работи в Столична библиотека.
Съставител, редактор и автор на предговора на първата антология на българското хайку, издадена в чужбина – двуезичният сборник (на унгарски и български) „Más-más csönd / Различна тишина“ (Napkut Kiado, Budapest, 2012).
Съавтор (с Александър Мануилов) на пиесата „Честита Нова година“, номинирана за Национална годишна награда за драматургия, Шумен 2015.
Включен в много антологии в България и в чужбина. Творбите му са преведени на над 20 езика и публикувани в над 25 държави.
Превежда от английски и няколко години води страницата „Муха в аптечката“ във в-к „Литературен вестник“ за хайку и свързаните с него кратки форми.
Участник в литературни пърформънси (като „Литература в действие“, проект на Британския съвет в България, съвместно с британски автори, 2002), на фестивали и четения в Словакия, Северна Македония, Япония, Хърватия, САЩ, Литва, Швейцария, Германия, Румъния, Албания, Словения, Швеция, Унгария и Русия. Автор и водещ на проекта „Поетически трубадурски двубои“ на клуб „Бялата ръкавица“ към Арт център Алтера, които след това продължава като модератор сам.
Съавтор (с Марица Колчева) на комиксовата поредица „Гъвко и Мръвко“ на в-к „Труд“.
Преподавал е писане на поезия в МОНТФИЗ, в Творческа академия „Валери Петров“, в Академия „Юнити“, а в последните години – в СУ „Св. Кл. Охридски“ и в Творческа академия „Заешка дупка“.
Член на Управителния съвет на Българския ПЕН център, Сдружение на български писатели, Български хайку клуб, Хайку клуб „София“, World Haiku Association и Musicautor.
Член на журито на Националния младежки конкурс за поезия „Веселин Ханчев“ за 2007, 2008 и 2015 г. и председател на журито за 2009 г., многократно – на Националния студентски литературен конкурс „Боян Пенев“, на Националния конкурс за лирично стихотворение на името на Петко и Пенчо Славейкови („Славейкова награда“) за 2007 г., на Националния конкурс за дебютна литература „Южна пролет“ за 2017 и 2023 г., на Националния конкурс за лирика „Иван Пейчев“ за 2019 и 2021 г., на Националния литературен конкурс „Петя Дубарова“ за 2021 и 2022 г., както и на много национални конкурси за хайку.
Регионален редактор за България в Балкански литературен вестник (Балкански књижевни гласник).

## Музика
Пише музика и текстове, свирил в много рок групи („Субдибула“, „Тутакси“, „Стенли“, „Пешо и алкохолиците“, „Кокарда“, Par Avion Band), съосновател на етнорок група „Гологан“. Представя стихотворенията си с групата за поезия и алтернативен рок „ЛаТекст“(latext.eu).

### Дискография
Със „Субдибула“
- „Бавно“, 1991
- „Жълто“, 1993
- „Жесток купон“, 1994
- Абсолютно“, 1996
- „Вярно с оригинала“, 2005
- „Personal Things“, 2015

С „Тутакси“
- „Нейсе“, 1992
- „Бива“, 1993
- „Туй цък, онуй цък“, 1994

Със „Стенли“
- „Пътят към храма“, 1992

С „ЛаТекст“
- „Само“, 2014

С „Par Avion Band“
- „Photograph“, 2014
- „Home“, 2015
- „Better Days“, 2017

С „Гологан“
- „Гологан“, записан 2007, издаден 2019

## Награди
- Награда в конкурса „Южна пролет“ за дебют (1996);
- Втора награда в конкурса на „Литературен вестник“ за криминален разказ „Агата“ (2000);
- Книга на годината на сп. „Егоист“ (2000) за „Мулето на Педро“;
- Националната награда за поезия „Иван Николов“ за стихосбирката „Малки дни“ (2002)[6];
- Специална награда от конкурса на Корпорация „Развитие“ за ръкопис за роман на съвременна тема (2003) за „Снежни човеци“;
- Награда в конкурса за кратка проза на E-runsmagazine & LiterNet (2004);
- Голямата награда за SMS поезия на НДК и MTel (2004);
- Славейкова награда за лирично стихотворение (2005, 2016)[7][8];
- Първа награда в конкурса „Златен ланец“ (2007)[9];
- Голямата награда на музея „Башо“ в Япония (2007);
- награди от Международния хайку конкурс в Москва (2012);
- Голямата награда на конкурса за любовна поезия „Магията любов“ (2013)[10];
- Втора награда на поетическия конкурс „В полите на Витоша“ (2014);
- Национална награда за лирика „Иван Пейчев“ (2017)[11];
- Номинация за литературната награда „Балканика“ за 2018 г.[12]
- Съпътстваща награда от Националния поетичен конкурс „Христо Фотев“ (2022)
- Национална литературна награда „Пеньо Пенев“ (2024)